# Kaplica Najświętszej Maryi Panny w Boušínie
Kaplica Najświętszej Maryi Panny w Boušínie – kaplica w gminie Slatina nad Úpou, w kraju hradeckim w Czechach, położona w lesie blisko kościoła Nawiedzenia Najświętszej Marii Panny w Boušínie.

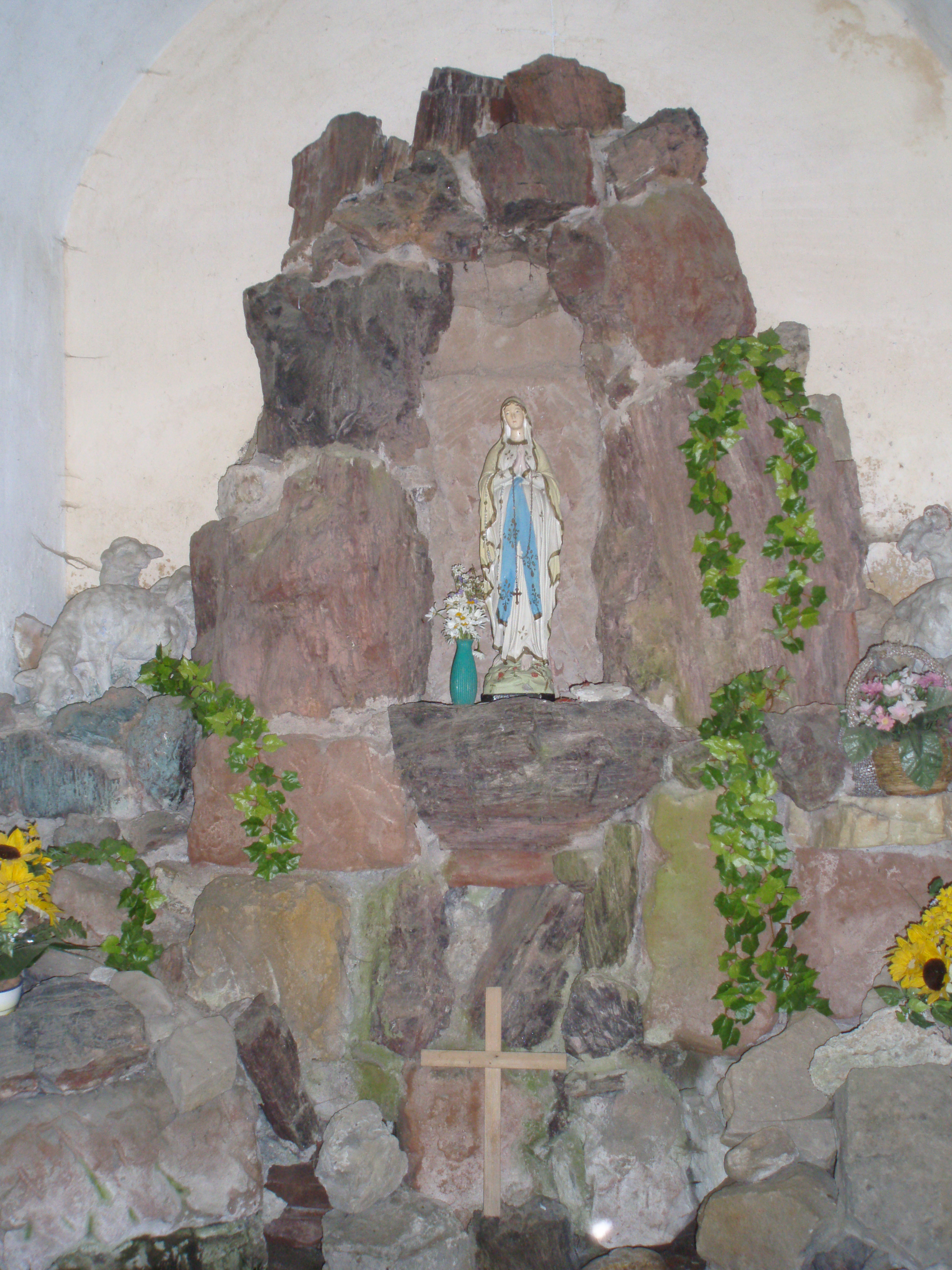
Wnętrze kaplicy

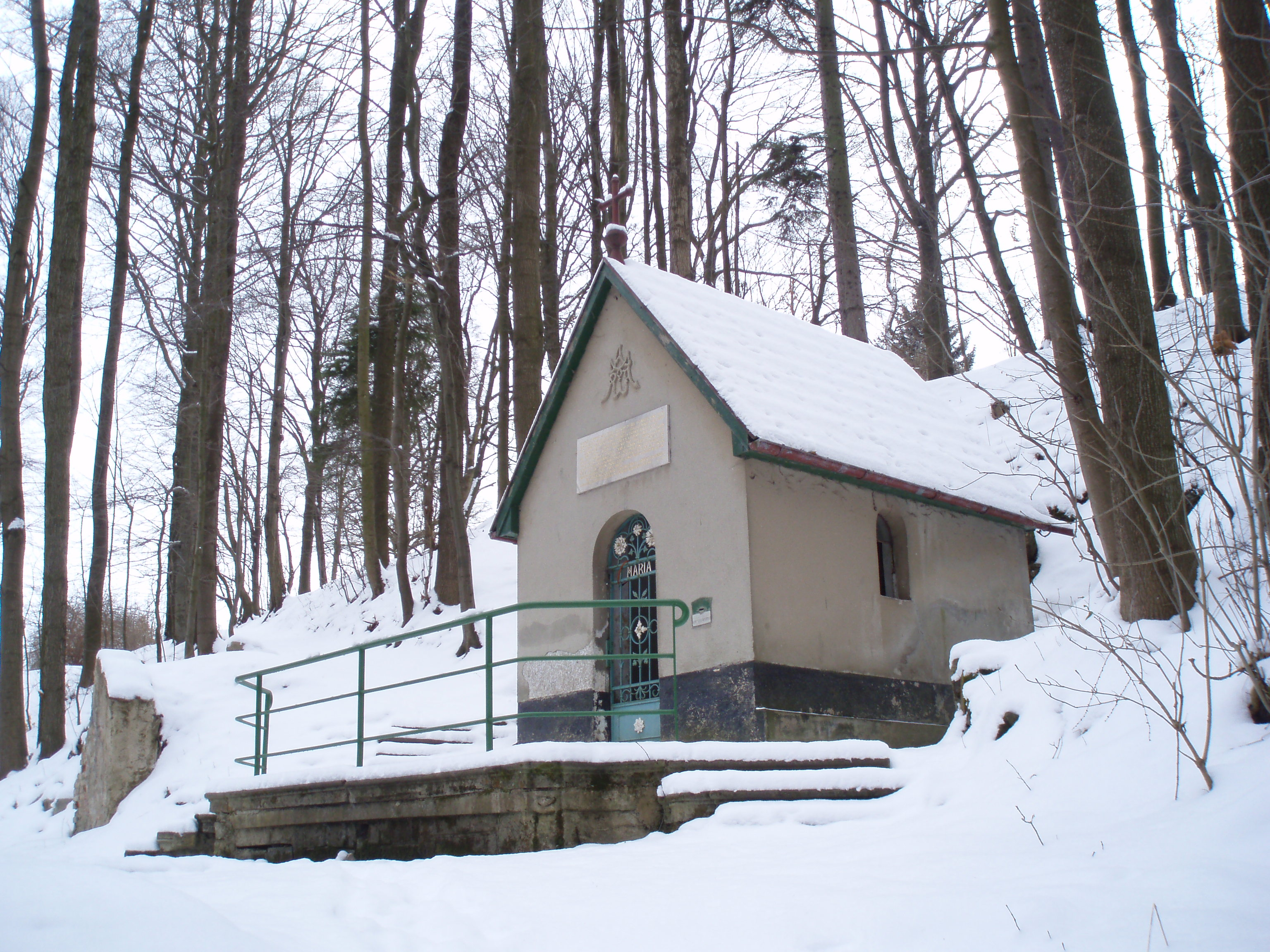
Kaplica w zimie

## Historia
Kaplica Najświętszej Maryi Panny, upamiętniająca cudowne uzdrowienie w 1464 r., stoi w lesie około 100 m od kościoła. Przed wejściem znajduje się tablica marmurowa z przedstawieniem tego wydarzenia. Autorem tekstu jest były dyrektor szkoły w Červenym Kostelcu Bohumil Kulíř. W kaplicy kiedyś była na górze w niszy figura Matki Boskiej a w dolnej części przy „cudownym“ źródle figura klęczącej dziewczyny. Przed świętami Bożego Narodzenia w 2007 roku obie figury skradziono.
Pierwotna kaplica stała około 50 m wyżej przy drodze naprzeciwko pagórka, o czym świadczy duży płaski kamień z trzema otworami oraz źle czytelnym napisem: „1769“. Źródło cudowne było wtedy pokryte tylko gontowym dachem i mieszkańcy Boušína tutaj chodzili po wodę.
Murowana kaplica w jej obecnej formie zbudowana w 1924 r. Zastąpiła małą zniedołężniałą drewnianą konstrukcję. Koszt budowy wyniósł 4500 K, które zostały osiągnięte przez prowadząną zbiórkę między mieszkańcami miejscowymi oraz w okolicy. Kaplica została poświęcona 15 sierpnia 1924 przez katechetę Řezníčka z Červenego Kostelca.
Już w 1927 r. doszło do niezbędnej naprawy tynku, uszkodzonego wskutek działania wilgoci oraz mrozu. Pracę te wykonywał za darmo murarz Řezníček ze Stolína.
W 2013 r. rada gminy opublikowała swój zamiar przyjęcia kaplicy na własność gminy jako kulturowego dziedzictwa gminnego. Wtedy nie był znany właściciel budynku i otaczającego go gruntu.
Kolejna ważna rekonstrukcja budynku odbyła się w 1947 r., kiedy przepływ wody ze źródła został usytuowany pod podłogowe płytki ceramiczne i wnętrze kaplicy otrzymało wygląd jaskini. Kaplica została ponownie poświęcona 20 lipca tego roku.
19 września 2004 nastąpiło uroczyste otwarcie ścieżki dydaktycznej pod nazwą: „Justynčina stezka“, która również prowadzi obok kaplicy.